# Haplomitrium
Haplomitrium ist eine systematisch sehr isoliert stehende Moos-Gattung innerhalb der Lebermoose. Zu ihr wird heute auch die Gattung Calobryum gezählt, weshalb der Ordnungsname Calobryales durch Haplomitriales ersetzt wird. 

## Merkmale
Die Stämmchen wachsen aufrecht und verzweigt. Sie besitzen keine Rhizoiden, jedoch chlorophyllfreie, Rhizom-artige Strukturen, dessen Außenzellen mit Pilz-Symbionten infiziert sind. Die Beblätterung der Stämmchen ist dreizeilig. 
Viele Merkmale sind unter den Moosen einmalig:
- Das Fehlen von Rhizoiden
- Die einschichtige Kapselwand besitzt spezielle Zellwandverdickungen.
- Die Spermatozoiden verfügen über eine akzessorische Reihe von Mikrotubuli und ähneln dadurch denen der Farne.
- Die Gattung besitzt keine Plastiden-Tubuli und gleicht darin den Grünalgen.
- Sie besitzt keine spezialisierten Androezien und Gynaezien. Die Antheridien und Archegonien stehen stattdessen nackt in den Blättchenachseln.

## Systematik
Der Aufbau des Sporogons und das Vorhandensein von Elateren sind die Gründe, warum die Gattung zu den Lebermoosen gestellt wird. Etliche Merkmale trennen die Gattung jedoch von den übrigen Lebermoosen:
- Sie besitzen einen Zentralstrang wie sonst bei den Lebermoosen nur manche Pallaviciniaceae.
- Sie besitzen ein unterirdisches Rhizom.
- Die Gametangien entstehen unterschiedlich.
- Das Protonema ist fädig.
- Die Seta ist massiv.
- Das Archegonium ist lang gestielt.
- Es wird eine Kalyptra gebildet.
- Die Blätter sind gleichartig (isophyll) und stehen dreireihig.
- Die Blätter inserieren quer.

Frahm und Frey (2004) stellen die Gattung in eine eigene Klasse Haplomitriopsida.
Die Gattung besteht aus weltweit acht Arten, wovon in Mitteleuropa nur Haplomitrium hookeri (Sm.) Nees vorkommt.